# Józef Grabek
Józef Grabek (ur. 14 lutego 1947 w Jezierni, zm. 25 marca 2017 w Świebodzicach) – polski polityk, samorządowiec, nauczyciel i działacz związkowy, poseł na Sejm II kadencji.

## Życiorys
Syn Józefa i Janiny. W 1972 ukończył studia na Wydziale Mechanicznym Politechniki Wrocławskiej. Pracował jako nauczyciel przedmiotów technicznych. Zasiadał we władzach regionalnych Ogólnopolskiego Porozumienia Związków Zawodowych. Był również prezesem zarządu okręgowego Związku Nauczycielstwa Polskiego w Wałbrzychu.
Sprawował mandat posła II kadencji (1993–1997), wybranego z listy Sojuszu Lewicy Demokratycznej w okręgu wałbrzyskim. W latach 1998–2006 pełnił funkcję radnego powiatu świdnickiego. W 2006 i 2010 nie uzyskiwał ponownie mandatu. W 2014 bez powodzenia kandydował do miejskiej rady Świdnicy.
Otrzymał Złoty Krzyż Zasługi (1997) oraz Krzyż Kawalerski Orderu Odrodzenia Polski (2002).
Pochowany na cmentarzu komunalnym w Świdnicy.